# Le crime ne paie pas (film)
Pour les articles homonymes, voir Le crime ne paie pas.
Pour plus de détails, voir Fiche technique et Distribution.
Le crime ne paie pas (ou Des gangsters avec des sales gueules ; Thugs with Dirty Mugs) est un dessin animé américain de la série Merrie Melodies, réalisé par Tex Avery sur un scénario de Jack Miller, et sorti en 1939.

## Synopsis
Il s'agit d'une parodie loufoque des films de « Tough Guys » (Les durs, les gangsters). On y voit les douteux exploits d'une bande de bouledogues anthropomorphes braquant des banques, se livrant à des casses, montant un « coup fumant » pour voler les bijoux d'une actrice célèbre, « Lott'a Jewels » (Des tas de Bijoux). 
Leur chef Edward G Rob'em Some (traduction libre : Edward G Fauche - Lefric) est aussi un bouledogue mais on reconnait facilement les traits d' Edward G Robinson, un acteur hollywoodien abonné aux rôles de gangster dans les années 1940.
Les gags sont de la meilleure veine de Tex Avery : ainsi, après le passage du gang à la Worst City Bank (parodie de la First National City Bank), alors que la puissante  voiture s'apprête à redémarrer, un timide employé vient effacer les zéros de l'inscription sur la vitrine et « Capital : 2 000 000 000 de dollars » passe alors à « Capital : 2 dollars ». Ce que voyant, le gang fait marche arrière et retourne dans la banque pour dérober les 2 dollars restants.
Après avoir attaqué la « First [première] National city bank », le gang continue avec la seconde, la troisième et ainsi de suite jusqu'à la 87e en une seule journée. Soulignant la rapidité des vols, on voit les « unes » de journal se succéder à un rythme accéléré, comme les pages d'un flip book (ou folioscope) animé, qui marque toutefois un arrêt au niveau de la « City Bank N° 13 », que le chef de gang (surnommé « Killer Diller », par analogie avec un « Wheeler dealer » , un homme d'affaires expéditif) a épargnée, le journal titrant en première page : « 13e City bank épargnée, le gangster était superstitieux ».
Typique aussi des gags de Tex Avery, un spectateur brise le quatrième mur en s'immisçant d'abord dans le repaire des gangsters pour leur suggérer leur prochain coup, puis au commissariat, où jouant les « indics », il annonce qu'il a déjà vu le film et donne les détails du plan pour le prochain méfait du gang.
Mis enfin en prison, car « le crime ne paie pas » (code Hays oblige), le gangster est condamné à copier des milliers de fois la phrase « J'ai été un vilain petit garçon » sur le tableau noir qui fait tout le tour de sa cellule.

## Fiche technique
Source IMDb
- Réalisation : Tex Avery
- Scénario : Jack Miller
- Production : Leon Schlesinger Studios
- Musique originale : Carl W. Stalling
- Montage et technicien du son : Treg Brown (non crédité)
- Durée : 8 minutes
- Pays de production : États-Unis
- Langue : anglais
- Distribution : États-Unis : 1939 : Warner Bros. Pictures
- Format : Couleur Technicolor - 1,37:1 - son Mono - 35 mm - procédé cinématographique : sphérique
- Durée : 8 minutes
- Genre : court métrage de dessin animé comique
- Date de sortie : 
  - États-Unis : 6 mai 1939

### Animateurs
- Robert Cannon (seul crédité)
- Virgil Ross
- Charles McKimson
- John Didrik Johnsen (décors)

## Distribution
Voix originales :
- Danny Webb (en) : Ed. G. Robemsome surnommé Killer Diller (seul à être au générique)
- Tex Avery : Ed. G. Robemsome dans le rôle de  Killer Diller
- Mel Blanc : Employé de banque à l'affût, mafieux ennuyé, agents secrets et l'homme dans le public
- John Deering : F.H.A. (Sherlock) Homes dans le rôle de Flat Foot Floogie (with a Floy Floy) (en)

## Musique
- Carl W. Stalling, directeur de la musique
- Milt Franklyn, orchestration (non crédité)

## Censure
Le dessin animé a été interdit à Winnipeg en 1939 parce que les censeurs ont estimé que le film n'était qu'une excuse pour montrer des activités criminelles.